# Благонравов, Александр Иванович (конструктор)
Александр Иванович Благонра́вов (1 августа 1906 — 28 мая 1962) — советский учёный и конструктор танков, генерал-лейтенант инженерно-технической службы (1959), член-корреспондент Академии артиллерийских наук (14.04.1947), лауреат Сталинской премии второй степени (1943), кандидат технических наук (1939), доцент (1939).

## Биография
Родился 19 июля (1 августа) 1906, с. Хитрово, ныне в Рассказовском районе Тамбовской губернии. Русский. С августа 1921 года — ученик токаря, токарь профессиональной школы г. Камышин Саратовской губернии. С июля 1924 года — масленщик, помощник машиниста мукомольной мельницы № 1 г. Камышин. С мая 1925 года — секретарь ячейки ВЛКСМ сельскохозяйственной производственной коммуны им. Пестолоци в с. Соколовка Камышинского уезда Саратовской губернии. С сентября 1925 года — студент факультета рабочей молодежи им. В. И. Ленина в Саратове. С сентября 1928 года — студент Ленинградского политехнического института им. М. И. Калинина. Член ВКП(б) с 1929 года.
В Красной армии с ноября 1930 года. После второго курса института зачислен слушателем факультета механизации и моторизации Военно-технической академии им. Ф. Э. Дзержинского. С мая 1932 года — адъюнкт Военно-технической академии им. Ф. Э. Дзержинского. С сентября 1932 года — адъюнкт кафедры танков Военной академии механизации и моторизации РККА. С февраля 1937 года — преподаватель, с марта 1938 года — старший преподаватель, с января 1941 года — профессор кафедры танков Военной академии механизации и моторизации РККА им. И. В. Сталина. С июня 1942 года — заместитель начальника кафедры танков и тракторов Военной академии механизации и моторизации РККА им. И. В. Сталина. С сентября 1944 года — начальник Танкового управления Главного бронетанкового управления (ГБТУ) Красной армии. С декабря 1946 года — председатель Научно-танкового комитета Бронетанковых и механизированных войск Вооруженных Сил СССР. С октября 1949 года — помощник начальника технической части командующего 5-й гвардейской механизированной армии. С марта 1951 года — начальник кафедры танков Военной академии Бронетанковых и механизированных войск Советской армии. С февраля 1954 года — председатель Научно-танкового комитета ГБТУ. С июля 1959 года — начальник ГБТУ — заместитель начальника Бронетанковых войск по бронетанковой технике. С января 1961 года — начальник ГБТУ Управления начальника танковых войск.
Автор научных работ по теории, расчёту и конструкции танков. В 1927—1934 годах принимал участие в составлении «Технической энциклопедии» под редакцией Л. К. Мартенса, автор статей по тематике «артиллерия». За конструкцию планетарного механизма поворота танков и самоходных артиллерийских установок удостоен Государственной премии.
Умер 8 мая 1962 года. Похоронен в Москве на Новодевичьем кладбище (участок № 8)

## Труды
- Конструкция и расчет танков и тракторов. М.: Академия им. Сталина, 1938. 392 с. (соавтор Антонов А. С.);
- Танки и тракторы — конструкция и расчет. М.: Бронетанковая академия, 1940;
- Танки и тракторы: Расчет и конструкции : Утв. в качестве учебника для втузов НКВ ГУУЗом НКВ. — Москва : Оборонгиз, 1940. — 392 с. : черт.; 22 см.
- Анализ работы механизмов поворота для артиллерийских тягачей // Труды ААН. 1949. Т. I. С. 185—211 (соавтор Крюков А. П.);
- О некоторых вопросах теории поворота полугусеничных машин // Сборник докладов ААН. 1952. Вып. XIV. С. 39-65.

## Семья
- сын — Благонравов, Александр Александрович (1933—2020) — главный конструктор БМП-3, доктор технических наук, профессор, заслуженный деятель науки и техники РФ, генерал-майор.

## Награды и премии
- два ордена Ленина (13.9.1945, 30.12.1956)
- орден Красного Знамени (15.11.1950)
- два ордена Красной Звезды (22.2.1941, 06.05.1946)
- орден «Знак Почёта» (05.08.1944)
- медали
- Сталинская премия второй степени (1943) — за усовершенствование конструкций тяжёлых станков